# Jardín Botánico de Villa Beuca

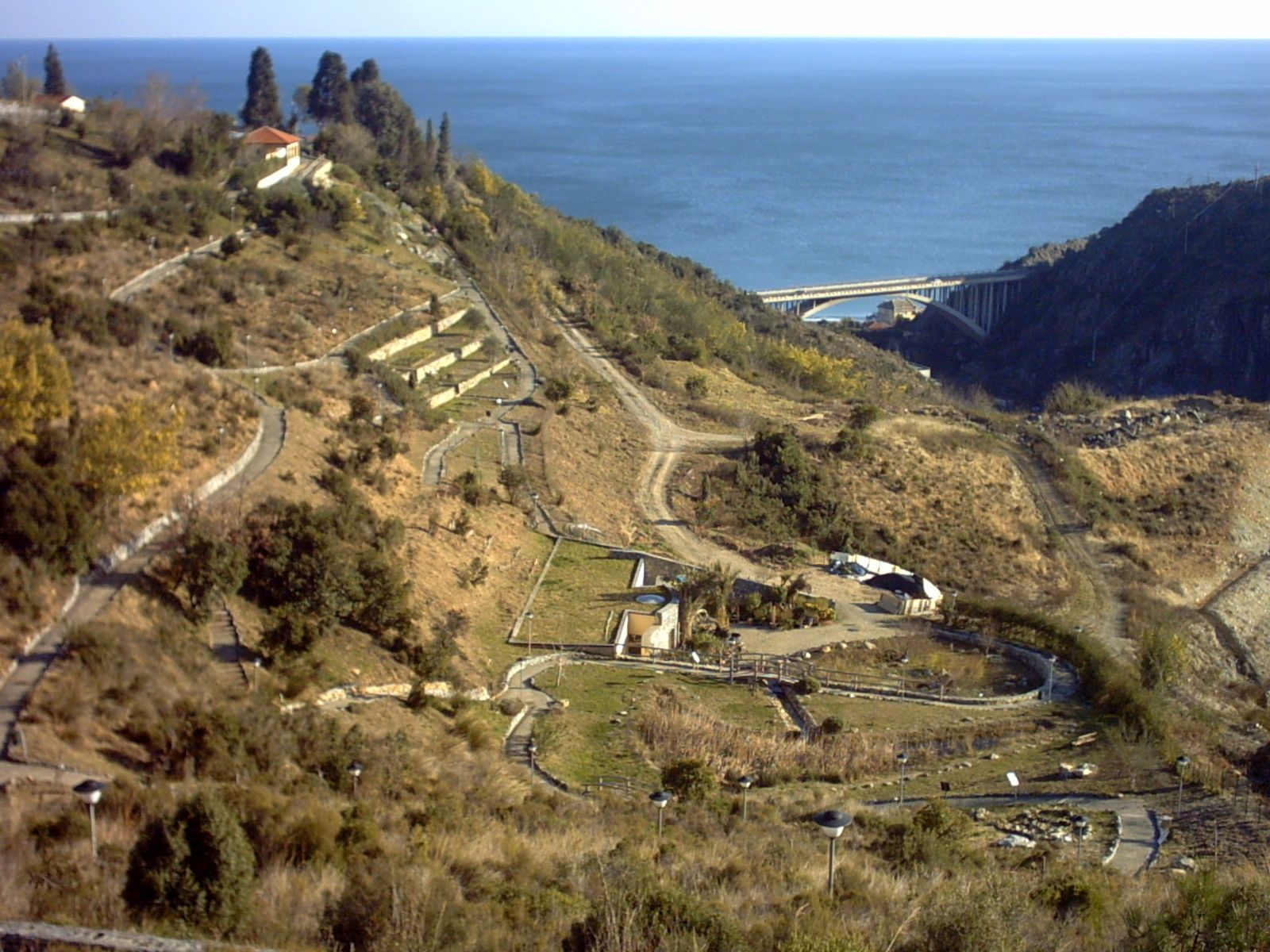
Jardín botánico de Villa Beuca.

El Jardín Botánico de Villa Beuca ( en italiano: Orto botanico di Villa Beuca) es un jardín botánico de 34.000 m², junto al parque natural Regional de Beigua, en Cogoleto, Italia.

## Localización
Se encuentra en Villa Beuca en la ladera occidental del cerro de "Beuca", en una terraza a 100 metros sobre el nivel del mar y tiene una superficie de 19.000 metros cuadrados, mientras que el jardín botánico en el sentido estricto, teniendo en cuenta los alrededores llega a 34.000 metros cuadrados. 
Orto botanico di Villa Beuca Villaggio Olandese, Cogoleto, Provincia di Genova, Liguria, Italia.
El jardín está abierto los viernes y los sábados pagando una tarifa de entrada opor su visita. 

## Historia
El jardín fue construido en el 2002 por la Ciudad de Cogoleto con las contribuciones de los Fondos Europeos de Desarrollo Regional.
El Jardín Botánico tiene tanto un enfoque científico, como fines educativos, como también combina la atención a los entornos estéticos. 
También tiene una función social, ya que está administrado por la "Cooperativa Sociale Il Giunco Onlus", integrada por licenciados en agricultura y trabajadores con enfermedad mental y desventaja social, bajo la supervisión de un Comité Directivo. También ofrece su cooperación en el mantenimiento y la promoción del Jardín Botánico la asociación de voluntarios y amigos del Jardín Botánico. 
El jardín botánico de Villa BEUC se encuadra en la red integrada con otros jardines botánicos en Liguria y colabora con universidades y organizaciones científicas. 

## Colecciones
A partir de estas tres necesidades básicas viene el hecho de que el jardín botánico está organizado en tres áreas principales: la cornisa didáctica, las plantas de la Liguria y la cornisa espontánea. Incluyendo la vegetación de los acantilados marinos y charcas, arbustos mediterráneos, los arbolados de terrenos secos, los arbolados medios, las áreas cultivadas, campo, paredes, humedales, suelo calcáreo, suelo silíceo, suelo basáltico, césped, y un área alpina. 
En él se conservan especies raras o en peligro de extinción, así desde el 2005 está la rara Fuirena pubescens , cyperacea original de Palestina. 
Otras especies tanto de liguria como foráneas  Castanea sativa, Quercus ilex, Quercus pubescens, Ruscus aculeatus, Smilax aspera, Viburnum tinus, además de Calluna vulgaris, Convolvulus sabatius, Cytisus scoparius, Euphorbia spinosa subsp. ligustica, Helichrysum italicum, Hypericum perforatum, Juniperus communis, Narcissus pseudonarcissus, Saponaria ocymoides, Satureja montana, Thymus pulegioides, Ziziphus jujuba, y Artemisia absinthium, Borago officinalis, Chelidonium majus, Foeniculum vulgare, Lavandula angustifolia, Melissa officinalis, Origanum vulgare y Salvia rosmarinus.